# Teiidae
Thằn lằn Whiptail (Danh pháp khoa học: Teiidae) là một họ thằn lằn trong bộ Squamata thuộc lớp bò sát. Loài thằn lằn Tegu hay còn gọi là quái vật béo bệu trong họ này được ưa chuộng để sử dụng làm thú nuôi độc lạ.

## Đặc điểm
Họ này này đặc biệt ở chỗ chúng không có giống đực. Tuy nhiên các con cái hoàn toàn có đủ khả năng xoay xở để giải quyết khó khăn này. Những con cái có khả năng làm tăng lượng testosterone trong cơ thể và bắt chước hành vi của con đực để kích thích khả năng sinh sản của một con cái khác, sau khi đã được kích thích, con cái này có thể tự thụ tinh cho trứng của chính mình và sinh nở một mình.

## Các chi
- Ameiva (13 loài)
- Ameivula (10 loài)
- Aspidoscelis (41 loài)
- Aurivela (2 loài)
- Callopistes (2 loài)
- Cnemidophorus (20 loài)
- Contomastix (5 loài)
- Crocodilurus (1 loài, Crocodilurus amazonicus)
- Dicrodon (3 loài)
- Dracaena (2 loài)
- Glaucomastix (4 loài)
- Holcosus (10 loài)
- Kentropyx (9 loài)
- Medopheos (1 loài, Medopheos edracanthus)
- Pholidoscelis (20 loài)
- Salvator (3 loài)
- Teius (3 loài)
- Tupinambis (7 loài)